# Liolaemus lonquimayensis
Liolaemus lonquimayensis — вид ігуаноподібних ящірок родини Liolaemidae. Ендемік Чилі. Описаний у 2015 році.

## Поширення й екологія
Liolaemus lonquimayensis відомі з типової місцевості, що лежить на північному схилі вулкана Лонкімай у регіоні Арауканія, на висоті 1777 м над рівнем моря.